# Pixum
 (avril 2025).
 (juillet 2019).
Pixum est une société allemande spécialisée dans l’impression de photos en ligne sur tous supports.
Pixum a été fondée en avril 2000. C’est la plus ancienne société de commerce électronique allemande spécialisée dans le secteur de l’impression en ligne et qui a pu survivre à l’éclatement de la bulle Internet.
Le siège de l'entreprise est à Cologne. 
Pixum est présent dans les pays suivants : Allemagne, Belgique, France, Danemark, Pays-Bas, Irlande, Italie, Suisse, Espagne, Suède, Royaume-Uni et Autriche.

## Histoire
Pixum a été fondé en avril 2000 par Daniel Attallah, Christian Marsch et Michael Ziegert sous le nom de Pixum AG à Lohmar près de Cologne. Lors du salon photokina 2000, l'entreprise est présente pour la première fois comme fournisseur de services en ligne pour la reproduction d’images sur papier photo à partir de données numériques. Pixum a ainsi contribué à populariser en Allemagne l’achat en ligne de tirages photo et d'autres produits dérivés.
Depuis 2008, l'entreprise opère sous le nom de Diginet. La forme juridique a été changée de AG en GmbH & Co. KG et Pixum existe désormais en tant que marque de Diginet GmbH & Co. KG.
Depuis sa création, la société a racheté plusieurs entreprises de développement de photos en ligne : eBaraza (2000), Colorwonder (2001), PhotoReflex (2010), ColorMailer (2011), FastLab (2011) et NetFoto (2011).

## Engagement
Depuis 2014, Pixum soutient le Musée Ludwig de Cologne dans la numérisation de sa collection de photos. 
En tant que sponsor, Pixum soutient la Fédération allemande de handball (DHB), la Bundesliga de handball (HBL) et le Marathon de Cologne.

## Awards
En 2007, Pixum a reçu le Deloitte Technology Fast 50 Germany Award et le Deloitte Technology Fast 500 EMEA Award/Stellar Performers (à la 419e place), en tant qu'une des entreprises technologiques à la croissance la plus rapide en Europe. En 2022, la société Diginet GmbH & Co. KG, sous laquelle Pixum opère, a été distinguée en tant que Top 100 Innovator. Ce prix est décerné chaque année aux entreprises moyennes les plus innovantes d'Allemagne. Par l'institut indépendant Great Place to Work®, Pixum a reçu en 2018 et en 2022 la distinction de l'un des 100 meilleurs employeurs en Allemagne. Cette évaluation est basée sur une enquête anonyme de tous les employés, réalisée par Great Place to Work®. En 2024, l'application Pixum a reçu le TIPA World Award en tant que "Meilleure application d'impression photo grand public". Cette distinction récompense les produits de photo et d'imagerie les plus remarquables de l'année. 